# Tennessee (rivière)
Pour les articles homonymes, voir Tennessee (homonymie).
 (janvier 2016).
Si vous disposez d'ouvrages ou d'articles de référence ou si vous connaissez des sites web de qualité traitant du thème abordé ici, merci de compléter l'article en donnant les références utiles à sa vérifiabilité et en les liant à la section « Notes et références ».
Le Tennessee est une rivière de l'est des États-Unis, principal affluent de la rivière Ohio, et qui fait partie du bassin versant du Mississippi. Sa longueur est approximativement de 1 046 km. Il coule dans la vallée du Tennessee, dans le Sud-est des États-Unis.

## Parcours

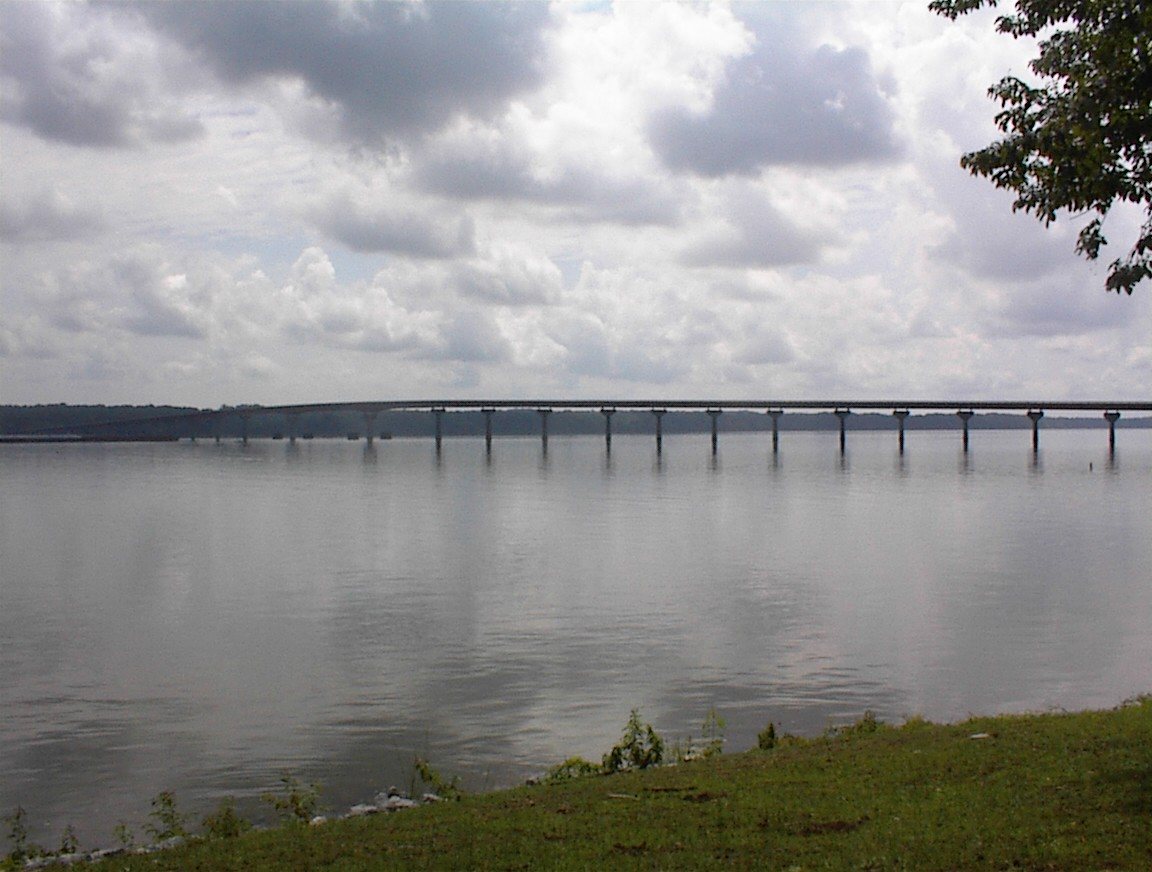
Un pont sur la rivière Tennessee

Il est formé par la confluence des rivières Holston et French Broad à l'est de Knoxville dans l'État du Tennessee. De Knoxville, il coule au sud-ouest à travers l'est du Tennessee vers Chattanooga avant d'entrer dans l'Alabama.
Il parcourt le nord de l'Alabama, formant une partie de la frontière d'état avec le Mississippi avant de retourner dans le Tennessee. À cet endroit, il marque la limite entre deux régions traditionnelles du Tennessee, le Tennessee central et occidental. Le canal Tennessee-Tombigbee, un ouvrage du corps des ingénieurs de l'armée américaine, qui permet la navigation sur la rivière Tombigbee et une liaison vers le port de Mobile, rejoint le Tennessee près de la frontière entre le Tennessee, l'Alabama et le Mississippi. Ce canal réduit la distance de navigation entre le Tennessee, le nord de l'Alabama et le nord du Mississippi et le Golfe du Mexique de centaines de kilomètres. La fin du parcours du Tennessee se fait dans le Kentucky, où il sépare le territoire de Jackson ("Jackson Purchase") du reste de l'état. Il se jette ensuite dans l'Ohio à Paducah (Kentucky).
Le film Le Fleuve sauvage (Wild River) parle de l’implantation d’un barrage par la Tennessee Valley Authority.

## Principaux affluents
- Duck
- Elk
- Sequatchie
- Hiwassee
  - Ocoee
  - Nottely
- Clinch
  - Obed
    - Clear Creek
    - Daddys Creek
- Little Tennessee
  - Tellico
- Holston
  - Watauga
- French Broad
  - Nolichucky
  - Pigeon

## Principales villes situées sur les rives du Tennessee
- Chattanooga (500 000 habitants)
- Decatur (150 000 habitants)
- Florence (140 000 habitants)
- Huntsville (370 000 habitants)
- Knoxville (655 000 habitants)
- Des fouilles à Russell Cave, dans le nord de l’Alabama, ont démontré que les premiers habitants de la vallée de Tennessee y auraient habité dès 6000 ans avant J.C.